# A Study in Choreography for Camera
A Study in Choreography for Camera è un cortometraggio sperimentale muto del 1945 diretto da Maya Deren.
Viene indicato come l'opera che ha dato il via al "coreocinema" (cinema coreografico).